# Биологический факультет МГУ
Биологический факультет Московского государственного университета имени М. В. Ломоносова — один из факультетов МГУ, готовит широкий спектр кадров по различным биологическим специальностям, является базой для проведения научных исследований по биологии и смежным областям.
Около 1500 сотрудников, в том числе свыше 100 профессоров, 140 доцентов и преподавателей, 700 научных сотрудников. На факультете действует около 10 специализированных советов по защите кандидатских и докторских диссертаций.

## История
Биологические науки — ботаника, зоология — начали преподаваться в МГУ с момента создания университета (1755) на основанной согласно Проекту об учреждении Московского университета кафедре натуральной истории медицинского университета.
Преподавание ботаники в Московском Императорском университете открыл профессор Вениаминов Пётр Дмитриевич (1766). С 1770 сведения из ботаники и зоологии регулярно входили в курс профессора Афонин Матвей Иванович, ученика Карла Линнея. Кафедрой натуральной истории заведовал профессор Сибирский Иван Андреевич (с 1778), профессор Ф. Г. Политковский (с 1784). В 1791 году преподавание натуральной истории также началось для студентов философского факультета; лекции читал профессор А. А. Прокопович-Антонский.
По Университетскому уставу 1804 года в Императорском Московском университете был основан физико-математический факультет с особой кафедрой ботаники, для организации которой был приглашён из Геттингенского университета выдающийся ботаник-систематик профессор Г. Ф. Гофман, который заведуя кафедрой (1804—1826), заложил традиции преподавания ботаники в Московском университете, сочетавшие теоретическую подготовку студентов с практическими навыками работы с растениями. Для возможности ведения практических работ по ботанике университет приобрёл (1805) у Московской Медико-хирургической академии Аптекарский огород.
Преемники Г. Ф. Гоффмана заведовавшими кафедрой ботаники: И. А. Двигубский (1827—1833), М. А. Максимович (1833—1834), А. Г. Фишер фон Вальдгейм (1826, 1834—1865) создали и совершенствовали методику преподавания ботаники на русском языке.
В середине XIX века значительное  развитие получили проводимые профессором Кауфман Николай Николаевич (1866—1870) и сменившем его Чистяковым Иваном Дорофеевичем (1871—1877) флористические и геоботанические исследования Центральной России. В работе кафедры значимое место заняло изучение физиологии растений. Был организован кабинет физиологии растений, а позже (1863) курс физиологии и анатомии растений был выделен в отельную кафедру. 
Профессор И. Н. Горожанкин, заведовавший кафедрой ботаники (188—1904), создал школу «структурной ботаники» и вместе со своими учениками положил начало новой ботанической дисциплине — эмбриологии растений.
Для развития альгологических исследований на кафедре ботаники была создана лаборатория морфологии и систематики низших растений, которая в 1918 году была преобразована в отдельную кафедру низших растений, после чего кафедра ботаники получила название кафедра морфологии и систематики высших растений.
С. А. Рачинский стал первым заведующим кафедры анатомии и физиологии растений (1863—1867), которого сменил профессор И. Д. Чистяков (1867—1877), К. А. Тимирязев (1877—1911), Ф. Н. Крашенинников (1911—1929). 
Кафедра натуральной истории, созданная в 1804 году, была передана приглашённому из Германии известному зоологу и палеонтологу Г. И. Фишеру, который фактически превратил возглавляемую им кафедру в кафедру зоологии, что было официально утверждено в Университетском уставе 1835 года. Кафедру зоологии возглавлял К. Ф. Рулье (1842—1867). Сменивший его профессор А. П. Богданов (1867—1896) за почти 40 лет преподавательской деятельности оставил множество учеников, среди которых три академика: Н. В. Насонов, В. М. Шимкевич и Н. М. Кулагин, а также крупные учёные — профессора Московского университета Д. Н. Анучин, Г. А. Кожевников, М. А. Мензибр, Н. Ю. Зограф, а также В. А. Вагнер, А. А. Коротнев, П. И. Митрофанов, С. С. Четвериков и др. На базе Зоологического музея Московского университета осуществлялись преподавание и научная работа его директоров: А. А. Тихомирова (1896—1904) и Г. А. Кожевникова (1904—1929).
В 1842 году под руководством профессора И. Т. Глебова был открыт кабинет сравнительной анатомии, на базе которого профессор М. А. Мензибр вёл курс сравнительной анатомии (1885—1911). В 1908 году на базе кабинета был создан Институт сравнительной анатомии. Преемником М. А. Мензибра в институте и на кафедре (1911—1930) стал профессор А. Н. Северцов.
Биологический факультет был основан на базе биологического отделения физико-математического факультета МГУ в 1930 году.
В 1931 году факультет был разделён на два самостоятельных отделения: зоологическое и ботаническое. Единый факультет был вновь учреждён в 1933 году.
Приказом Минвуза СССР от 8 января 1949 года к факультету было присоединено почвенное отделение геолого-почвенного факультета, и он был переименован в биолого-почвенный.
В соответствии с решением Коллегии Министерства высшего и среднего специального образования СССР (от 2 ноября 1972 года) и приказом по Министерству (№ 44 от 11 января 1973 года), 10 апреля 1973 года был образован самостоятельный биологический факультет путём разделения старого биолого-почвенного факультета на биологический и почвенный.
Деканы факультета
- с 1930 — доц. А. М. Быховская
- с 1937 — проф. В. М. Боровский (исполняющий обязанности)
- с 1938 — проф. С. Д. Юдинцев
- с 1948 — акад. ВАСХНИЛ И. И. Презент
- с 1950 — проф. С. И. Исаев
- с 1954 — проф. Л. Г. Воронин
- с 1958 — проф. Н. П. Наумов
- с 1970 — проф. Г. В. Добровольский
- с 1973 — проф. М. В. Гусев (исполняющий обязанности при образовании биологического факультета с 10 апреля 1973 года)
- с 2005 — проф. И. П. Ермаков (исполняющий обязанности)
- с 2006 — акад. РАН М. П. Кирпичников

## Учебный процесс
На факультете реализуется несколько программ подготовки: фундаментальная и прикладная биология (специалитет, 6 лет), экология и природопользование (бакалавриат, 4 года и магистратура, 2 года) и ещё ряд магистерских программ. Формой обучения по основной программе (биология) до 2011 года являлся 5-летний специалитет, в 2011-2023 - бакалавриат и интегрированная магистратура, а с 2024 года вновь ведётся набор по программе специалитета, но 6-летнего. На первом курсе студенты осваивают фундаментальные дисциплины: зоология (позвоночных и беспозвоночных), ботаника (высших растений, а также водорослей и грибов), цитология, гистология, а также высшую математику и ряд других дисциплин. Кроме того, ещё до начала учебного года происходит разделение на две программы -  «Физико-химическая биология» и «Общая биология». На втором курсе происходит распределение студентов по кафедрам на конкурсной основе, чаще всего специализированные курсы на кафедрах начинаются с третьего курса. Завершается обучение выполнением дипломных научно-исследовательских работ. Действует подготовительное отделение, аспирантура и докторантура.
На биостанциях факультета, находящихся в разных по климату регионах России, студенты проходят летние практики по зоологии, ботанике, физико-химическим методам биологии. Например, первый курс проходит практику на Звенигородской Биологической Станции (ЗБС), на которой изучают ботанику и зоологию на основе местного биоразнообразия. После второго курса студенты "полевого" направления (преимущественно ботанических и зоологических кафедр) проходят зональную практику, которая представляет собой изучение флоры и фауны Причерноморья, степных регионов и Заполярья. Также, студенты многих кафедр проходят практику на Беломорской Биологической Станции. Преддипломные практики студентов проходят в экспедициях, заповедниках, научно-исследовательских институтах и лабораториях.

## Структура факультета
В настоящее время биологический факультет является крупным учебно-научным центром, в структуре которого — 27 кафедр и более 50 кафедральных научно-исследовательских лабораторий; 5 проблемных лабораторий; 2 биологические станции — Звенигородская им. С. Н. Скадовского и Беломорская им. Н. А. Перцова; Зоологический музей с обширной коллекцией, собранной по всему миру, уникальный Ботанический сад и его филиал «Аптекарский огород», центр реабилитации диких животных в Чашниково.
- Отделение биоинженерии и биотехнологии:
  - Кафедра биоинженерии — заведующий — академик РАН, лауреат Государственной премии России Михаил Петрович Кирпичников (с 2000 года).
  - Кафедра синтетической биологии — заведующий — академик РАН Владимир Олегович Попов (с 2021 года).
  - Кафедра биофизики[17] — заведующий — академик РАН, лауреат Государственной премии СССР, заслуженный деятель науки и заслуженный работник высшей школы России Михаил Петрович Кирпичников (с 1976 года).
- Отделение генетики, клеточной и молекулярной биологии:
  - Кафедра биоорганической химии
  - Кафедра клеточной биологии и гистологии — заведующая — профессор Галина Евгеньевна Онищенко (с 2010 года).
  - Кафедра биохимии[18]
  - Кафедра вирусологии — заведующая — профессор Ольга Вячеславовна Карпова (с 2017 года).
  - Кафедра иммунологии[19] — заведующая — член-корреспондент РАН Мария Андреевна Лагарькова (с 2021 года).
  - Кафедра микробиологии — заведующая — член-корреспондент РАН Елизавета Александровна Бонч-Осмоловская (с 2018 года).
  - Кафедра молекулярной биологии  — заведующий — член-корреспондент РАН Сергей Владимирович Разин (с 2004 года).
  - Кафедра молекулярной физиологии — заведующий — академик РАН Михаил Аркадьевич Островский (с 2008 года).
  - Кафедра физиологии растений — заведующий — профессор Александр Михайлович Носов (с 2014 года).
  - Кафедра генетики — заведующий — академик РАН, лауреат двух Государственных премий России Евгений Иванович Рогаев (с 2018 года).
- Отделение общей биологии и экологии
  - Кафедра антропологии[20] — заведующая — академик РАН Александра Петровна Бужилова (с 2012 года).
  - Кафедра биологической эволюции[21]
  - Кафедра высших растений[22][23][24] — заведующий — член-корреспондент РАН Дмитрий Дмитриевич Соколов (с 1995 года).
  - Кафедра экологии и географии растений[25] — заведующий — профессор Владимир Гертрудович Онипченко (с 2010 года).
    - Гербарий

  - Кафедра общей экологии и гидробиологии[26][27] — заведующий — академик РАН Юрий Юлианович Дгебуадзе (с 2018 года).
  - Кафедра зоологии беспозвоночных[28] — заведующий — академик РАН Владимир Васильевич Малахов (с 1985 года).
  - Кафедра зоологии позвоночных — заведующий — профессор Леонид Петрович Корзун (с 2001 года).
  - Кафедра ихтиологии[29] — заведующий — профессор Александр Ованесович Касумян (с 2020 года).
  - Кафедра микологии и альгологии[30]  — заведующий — доцент Александр Васильевич Кураков(с 2011 года).
  - Кафедра энтомологии[31] — заведующий — член-корреспондент РАН Алексей Алексеевич Полилов (с 2014 года).
- Отделение физиологии и эмбриологии
  - Кафедра высшей нервной деятельности[32][33] — заведующий — профессор Александр Васильевич Латанов (с 2014 года).
  - Кафедра физиологии человека и животных[34] — и.о. заведующего — профессор Денис Валерьевич Абрамочкин(с 2023 года).
  - Кафедра эмбриологии[35] — заведующий — член-корреспондент РАН Андрей Валентинович Васильев (с 2014 года).

Биологические станции факультета
- Беломорская биологическая станция им. Н. А. Перцова[36]
- Звенигородская биологическая станция МГУ им. С. Н. Скадовского

## Известные выпускники и преподаватели
- Категория:Выпускники биолого-почвенного факультета МГУ
- Категория:Преподаватели биолого-почвенного факультета МГУ
- Категория:Выпускники биологического факультета МГУ
- Категория:Преподаватели биологического факультета МГУ